# Stefan Rainer
Stefan Rainer (* 15. August 1999) ist ein österreichischer Skispringer.

## Werdegang
Rainer gab sein internationales Debüt im Alpen Cup im September 2016 im schweizerischen Einsiedeln. Der damals 17-Jährige konnte dort den 38. Platz belegen. Sein erster Auftritt im FIS Cup war bei einem Wettbewerb im Juli 2017, wo er den 43. Platz belegte. Nachdem er einige FIS-Cup-Punkte sammeln konnte, belegte er am Ende der Saison 2017/18 den 97. Platz der Gesamtwertung. 2017 trat er außerdem dem ÖSV bei.
Ende September 2018 belegte er bei seinem Continental-Cup-Debüt den 53. Platz. In der restlichen Saison 2018/19 sprang er einige weitere Continental-Cup-Wettbewerbe, konnte jedoch keine Punkte ergattern. Er sprang allerdings auch weiterhin im FIS Cup und erreichte gute Platzierungen, unter anderem gewann er den Wettkampf im norwegischen Notodden im Dezember 2018, sodass er am Ende der Saison den 4. Rang in der FIS-Cup-Gesamtwertung belegte. Im Januar 2019 nahm er außerdem an den Nordische Junioren-Skiweltmeisterschaften teil, bei denen er mit dem österreichischen Team den 5. Rang erreichte.
Auch in der Saison 2019/20 sprang Rainer sowohl im FIS Cup als auch im Continental Cup und konnte erneut gute Ergebnisse erzielen, sodass er am Ende der Saison den 2. Platz der FIS-Cup-Gesamtwertung belegte und seine ersten Top-10-Platzierungen bei Continental-Cup-Wettbewerben einfuhr. Am Ende der Saison konnte er einen 33. Platz in der Gesamtwertung des Continental Cups aufweisen. Er war außerdem als Teil der sogenannten nationalen Gruppe bei der Vierschanzentournee 2019/20 vertreten.
Der Winter der Saison 2020/21 begann sehr gut für Rainer. Im FIS Cup konnte er zweimal den 2. Platz holen und bei den Continental-Cup-Wettbewerben im finnischen Ruka konnte er sogar seine ersten beiden Siege im COC einfahren. Nachdem er auch bei den restlichen drei Continental-Cup-Springen im Kalenderjahr 2020 gute Plätze erreicht hatte, wurde er als Teil der nationalen Gruppe erneut für die beiden Vierschanzentournee-Wettbewerbe in Österreich nominiert. Nachdem er in Innsbruck enttäuscht hatte und bereits in der Qualifikation ausgeschieden war, konnte er in Bischofshofen sein Weltcup-Debüt mit einem 42. Platz feiern. Er beendete somit die Tournee auf dem 63. Rang. Am Ende der Saison 2020/21 wurde er Siebter in der Gesamtwertung des Continental Cups. 
In der Saison 2021/22 konnte Rainer sowohl im Sommer- als auch im Winter-Continental Cup mehrere Top-10-Platzierungen erreichen und stand dreimal als Dritter auf dem Podest. Er war erneut Teil der nationalen Gruppe bei der Vierschanzentournee und nahm zudem am Weltcup in Willingen, Deutschland, teil. Im Winter bestritt er außerdem zwei FIS-Cup-Wettbewerbe und erreichte jeweils das Podest.
Die Saison 2022/23 begann nach einem schwierigen Sommer mit einem harten Kampf um die Startberechtigung für den Continental Cup. Beim Auftakt in Ruka, Finnland, lief das Wochenende nicht nach Plan, und er belegte die Plätze 17 und 48. Beim Heim-Continental-Cup in Eisenerz konnte er sich jedoch mit zwei vierten Plätzen stark präsentieren und erarbeitete sich so die Teilnahme am Skiflug-Weltcup am Kulm. Dort stellte er mit 227 Metern seine persönliche Bestweite auf.
In der Saison 2023/24 sicherte sich Rainer mit starken Leistungen vorzeitig den Gesamtsieg im FIS-Cup 2023/24 und sammelte dabei 1175 Punkte. Er erreichte insgesamt 11 Podestplätze, darunter vier Siege. Beim Sommer-Grand-Prix in Szczyrk überraschte er in der Qualifikation mit einem 4. Platz und belegte in den Wettkämpfen die Ränge 18 und 15. Beim Sommer-Grand-Prix in Râșnov gelang ihm schließlich erstmals der Sprung in die Top 10, als er Neunter wurde.

## Privates
Rainer springt für den SV Schwarzach. Er lebt aktuell in Goldegg, einer Gemeinde im österreichischen Salzburger Land.

## Erfolge

### Continental-Cup-Siege im Einzel
| Nr. | Datum             | Ort     | Typ         |
| --- | ----------------- | ------- | ----------- |
| 1.  | 18. Dezember 2020 | Kuusamo | Großschanze |
| 2.  | 19. Dezember 2020 | Kuusamo | Großschanze |

## Statistik

### Continental-Cup-Platzierungen
| Saison  | Sommer | Sommer | Winter | Winter | Gesamt | Gesamt |
| Saison  | Platz  | Punkte | Platz  | Punkte | Platz  | Punkte |
| ------- | ------ | ------ | ------ | ------ | ------ | ------ |
| 2019/20 | 45.    | 072    | 25.    | 175    | 33.    | 247    |
| 2020/21 | 07.    | 060    | 06.    | 411    | 07.    | 473    |
| 2021/22 | 19.    | 145    | 11.    | 483    | 08.    | 628    |
| 2022/23 | –      | –      | 32.    | 161    | 41.    | 161    |
| 2024/25 | 31.    | 44     | 38.    | 114    | 37.    | 158    |

### FIS-Cup-Platzierungen
| Saison  | Platz | Punkte |
| ------- | ----- | ------ |
| 2017/18 | 97.   | 033    |
| 2018/19 | 04.   | 435    |
| 2019/20 | 02.   | 772    |
| 2020/21 | 12.   | 208    |
| 2021/22 | 19.   | 256    |
| 2023/24 | 1.    | 1175   |
| 2024/25 | 3.    | 785    |